# Rödbrun fiskuggla
Rödbrun fiskuggla (Scotopelia ussheri) är en hotad afrikansk fågel i familjen ugglor.

## Utseende och läten
Rödbrun fiskuggla är en stor (46–51 cm), orangefärgad uggla med mörka ögon och inga örontofsar. Ovansidan är enhetligt orangebrun, undersidan ljusare beige med brun streckning. I flykten framstår den som orangefärgad och vit, med ljusa vingundersidor och vit buk. Liknande afrikansk fiskuggla är ännu större med bandad ovansida. Lätet består av mörka hoanden som avges i oregelbundna intervaller, ibland i serier eller som duett mellan könen.

## Utbredning och systematik
Fågeln förekommer i regnskog i Sierra Leone, Liberia, Elfenbenskusten och Ghana. Den behandlas som monotypisk, det vill säga att den inte delas in i några underarter.

## Status och hot
Rödbrun fiskuggla har en liten världspopulation bestående av uppskattningsvis endast 2 500–10 000 vuxna individer. Den tros också minska i antal till följd av habitatförlust. Den är därför upptagen på internationella naturvårdsunionen IUCN:s röda lista över hotade arter, kategoriserad som sårbar (VU).

## Namn
Fågelns vetenskapliga artnamn hedrar Herbert Taylor Ussher (1836-1880), brittisk diplomat i Guldkusten 1866-1872 samt dess guvernör 1879-1880.